# بالاو
بالاو رسميًا جمهورية بالاو (بالبالاوية: Beluu ęr a Belau) هي دولة جزرية تقع في جنوب شرق آسيا البحري. تتكون من 340 جزيرة وترتبط سلسلة جزر كارولين الغربية بأجزاء من ولايات ميكرونيسيا المتحدة. تبلغ مساحتها الإجمالية 466 كيلومتر مربع (180 ميل مربع). الجزيرة الأكثر اكتظاظًا بالسكان هي كورور. وتقع العاصمة نغيرلمود في جزيرة بابلدأوب القريبة. تحد بالاو المياه الدولية من الشمال، وولايات ميكرونيزيا المتحدة من الشرق وإندونيسيا من الجنوب والفلبين من الشمال الغربي.
اختارت بالاو في عام 1978 بعد ثلاث عقود من تبعيتها لبرنامج وصاية الأمم المتحدة الاستقلال بدلًا من أن تصبح جزءًا من ولايات ميكرونيسيا المتحدة وأبرمت معاهدة للتعاون الحر في عام 1986 ولكنها لم تصادق حتى عام 1993. طبقت المعاهدة في العام التالي.

## التسمية
اسم الجزر في اللغة البالاوية مشتق من الكلمة بالاو (Belau) التي تعني القرية، أو من (aibebelau) المتعلقة بأسطورة الخلق. نقل اسم بالاو إلى الإسبانية ونطق لوس بالاوس. كان الاسم الإنجليزي القديم جزر بيليو.

## تاريخ

### التاريخ المبكر
بدأ استعمار بالاو بين الألفية الثالثة والثانية قبل الميلاد، وعلى الأرجح كان المستعمرون من الفلبين أو إندونيسيا. شاهد الإسبان سونسورول في وقت مبكر من عام 1522، شاهدت الرحلة البحرية التي قام بها فرديناند ماجلان جزيرتين صغيرتين وأطلق عليهما اسم سان خوان.

### بعد القرن السادس عشر
جاء التسجيل الأوروبي التالي لبالاو بعد قرن من الزمان في عام 1697 عندما هاجم مجموعة من البالاويين جزيرة سمر الفلبينية. أجرى المبشر التشيكي بول كلاين مقابلة معهم في 28 ديسمبر 1696. تمكن كلاين من رسم أول خريطة أوروبية معروفة لبالاو بناءً على تمثيل سكان بالاو لجزرهم الأصلية. أبلغ كلاين النتائج التي توصل إليها إلى الرئيس اليسوعي العام في رسالة أُرسلت في يونيو 1697.

### الحكم الاسباني

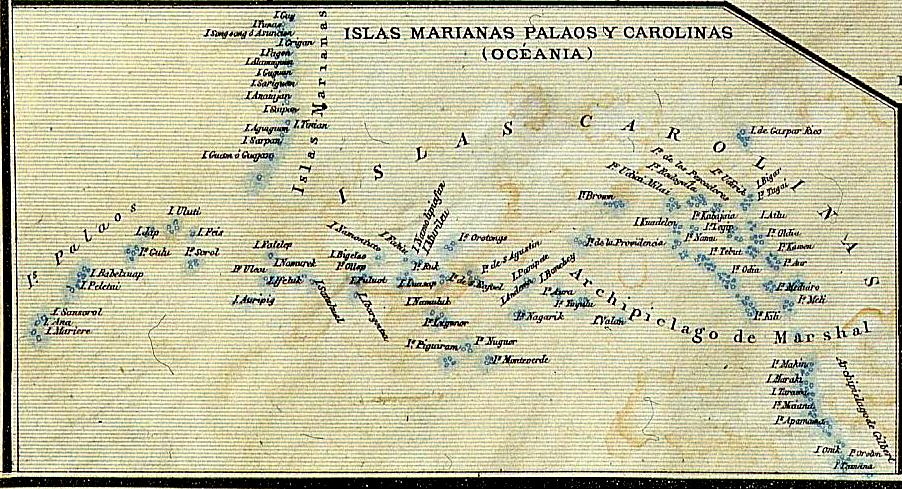
خريطة في عام 1888 تُظهر جزر بالاو في جزر الهند الشرقية الإسبانية (باستثناء جزر الفلبين).

تسببت هذه الخريطة والرسالة في اهتمام كبير بالجزر الجديدة. أُرسل أندريس سيرانو إلى أوروبا عام 1705، لنسخ المعلومات التي قدمها كلاين بشكل أساسي. أسفرت الرسائل عن ثلاث محاولات يسوعية فاشلة للسفر إلى بالاو من الفلبين الإسبانية في أعوام 1700 و1708 و1709. زار الجزر لأول الحملة اليسوعية بقيادة فرانسيسكو باديلا في 30 نوفمبر 1710. وانتهت الحملة بقطع سبيل الكاهنين جاك دو بيرون وجوزيف كورتيل على ساحل سونسورول لأن السفينة الأم سانتيسيما ترينيداد دفعت بعاصفة إلى مينداناو. أرسلت سفينة أخرى من غوامفي عام 1711 لإنقاذهم فقط، مما تسبب في وفاة ثلاثة كهنة يسوعيين آخرين. أعطى فشل هذه البعثات بالاو الاسم الإسباني الأصلي Islas Encantadas (الجزر المسحورة).

### عصر الانتقالات
أصبحت التجارة البريطانية منتظمة إلى بالاو في القرن الثامن عشر، تلاها توسيع النفوذ الإسباني في القرن التاسع عشر. أُدرجت بالاو، تحت اسم بالاوس، في كونغرس مالولوس في عام 1898، وهو أول مؤتمر ثوري في الفلبين، والذي أراد الاستقلال التام عن المستعمرين. كانت بالاو في ذلك الوقت، جزءًا من جزر الهند الشرقية الإسبانية التي يقع مقرها الرئيسي في الفلبين. كان لدى بالاو عضو واحد معين في الكونغرس، لتصبح الوحيدة من جزر كارولين التي منحت تمثيلًا عاليًا في الكونغرس الفلبيني غير الاستعماري. كما أيد لكونغرسح ق بالاو في تقرير المصير إذا كانت ترغب في اللاستقلال.
لاحقًا في عام 1899 باعت الإمبراطورية الإسبانية بالاو إلى الإمبراطورية الألمانية كجزء من غينيا الجديدة الألمانية في المعاهدة الألمانية الإسبانية (1899). خلال الحرب العالمية الأولى، ضمت الإمبراطورية اليابانية الجزر بعد خسارة ألمانيا في عام 1914. بعد الحرب العالمية الأولى وضعت عصبة الأمم الجزر رسميًا تحت الإدارة اليابانية كجزء من انتداب البحار الجنوبية. في الحرب العالمية الثانية استُخدمت اليابان بالاو لدعم غزوها للفلبين عام 1941، والذي نجح في عام 1942. أطاح الغزو بحكومة الكومنولث التي نصبتها أمريكا في الفلبين ونصبت جمهورية الفلبين الثانية المدعومة من اليابان في عام 1943.

### الإدارة الأمريكية
خلال الحرب العالمية الثانية هزمت الولايات المتحدة اليابان واستولت على بالاو في عام 1944 بعد معركة بيليليو المكلفة، حيث قُتل أكثر من 2,000 أمريكي و10,000 ياباني. أعادت الولايات المتحدة في 1945-1946 فرض سيطرتها على الفلبين، وأدارت بالاو من خلال العاصمة الفلبينية مانيلا. بعد استقلال الفلبين في حلول النصف الأخير من عام 1946 وتشكيل جمهورية الفلبين الثالثة، أصبحت غوام مركز إقليم الإدارة الأمريكية.

### الاستقلال
تم الموفقة على دستور جديد وظهرت جمهورية بالاو في 1 يناير 1981. وقعت الدولة اتفاق الارتباط الحر مع الولايات المتحدة في عام 1982. وفي نفس العام، أصبحت بالاو أحد الأعضاء المؤسسين لاتفاقية ناورو. بعد ثمانية استفتاءات وتعديل على دستور بالاو، صُدق على الدستور في عام 1993. ودخل الاتفاق حيز التنفيذ في 1 أكتوبر 1994. أصبحت بالاو أيضًا عضوًا في منتدى جزر المحيط الهادئ، لكنها انسحبت في فبراير 2021 بعد الخلاف بشأن انتخاب هنري بونا أمينًا عامًا للمنتدى.
مرر مجلس الشيوخ الأمريكي التشريع الذي يجعل بالاو مركزًا ماليًا خارجيًا في عام 1998.
أنشئت بالاو في عام 2009 أول محمية لأسماك القرش في العالم ، مما يحظر الصيد التجاري لأسماك القرش داخل مياهها. أعلنت جزر بالاو الصخرية كموقع تراث عالمي لليونسكو في عام 2012.
أصبحت بالاو في عام 2015 عضوًا في منتدى هشاشة المناخ برئاسة الفلبين، وفي الوقت نفسه قامت الدولة رسميًا بحماية 80٪ من مواردها المائية، لتصبح أول دولة تفعل ذلك. أدت حماية مواردها المائية إلى زيادات كبيرة في اقتصاد البلاد في أقل من عامين. أصبحت الدولة أول من وضع وعدًا بيئيًا في عام 2017، يُعرف باسم تعهد بالاو، والذي يختم على جوازات السفر المحلية والأجنبية. بدأت بالاو والفلبين في إعادة ربط علاقاتهما الاقتصادية والدبلوماسية في عام 2018. دعمت الفلبين بالاو لتصبح دولة مراقبة في الآسيان، حيث أن بالاو لها أيضًا أصول عرقية من جنوب شرق آسيا.
انتخب سورانجل ويبس جونيور في نوفمبر 2020 رئيسًا جديدًا لبالاو خلفًا للرئيس تومي رمنجساو.

## جغرافيا

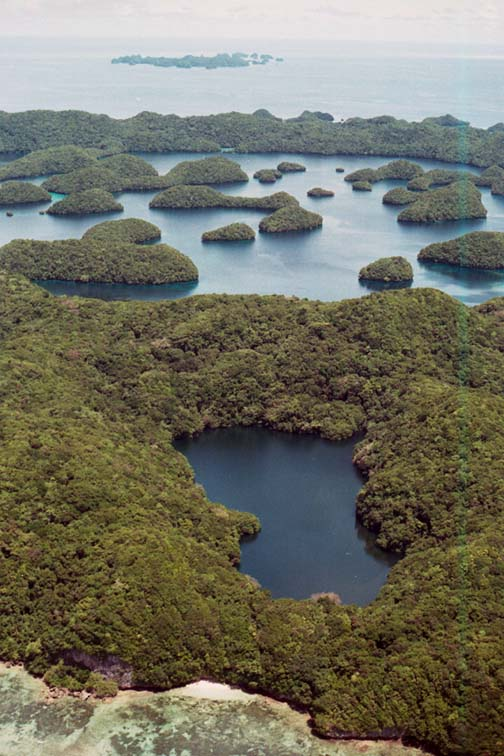
بحيرة قناديل

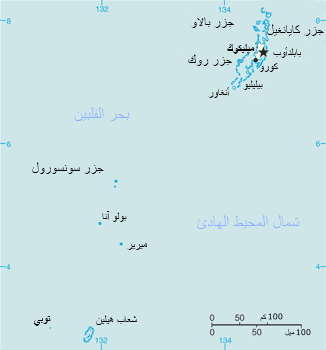
خريطة لبالاو

تتكون جمهورية بالاو من ست مجموعات من الجزر في المحيط الهادئ. تبعد ما يقارب 800 كيلو متر عن الساحل الشرقي الفلبين. تقع في المنطقة الجُزُرِيّة المسمّاة بـ«ميكرونيزيا». تتكوّن من: جزر بالاو (والتي بدورها هي جزء من الجزر الكارولينيّة) إضافة إلى بعض الجزر الواقعة في الجهة الجنوبية الغربية؛ عدد الجزر في هذه الدولة يتراوح بين 250 و350 جزيرة -اختلافا حسب تصنيف حجم الجزر- بينما تسع منها فقط هي جزر مأهولة، وأكبرها جزيرة «بابلدأوب» المعروفة أيضًا بـ«بابلتهواب». معظم الجزر آتولّات (بالأحرى شِعاب حلقيّة مرجانيّة) تعلو مستوى سطح الماء بأمتار قليلة.
مُناخُها مداريّ وموسم الأمطار يكون بين شهري أيّار/مايو وتشرين الثاني/نوفمبر. ونظرًا لعدد جزرها الكبير يصل طول شواطئها (جمع محيط كل جزرها) إلى حوالي 1500 كم. معدّل حرارتها السنويّ يقارب 27 درجة سلزيوس. معدّل المتساقطات فيها يتراوح بين 1500 و2500 ملم. طقسها معروف إجمالاً بتقلّبه.

### المحميات
أعلنت بالاو في 25 سبتمبر 2009 أنها ستنشئ أول محمية لأسماك القرش في العالم. حظرت بالاو جميع عمليات صيد أسماك القرش التجارية داخل مياه منطقتها الاقتصادية الخالصة. تغطي المحمية حوالي 600,000 كيلومتر مربع (230,000 ميل مربع) من المحيط، بحجم مماثل لفرنسا. أعلن الرئيس جونسون توريبيونغ عن المحمية في اجتماع للأمم المتحدة. اقترح الرئيس توريبيونغ حظرًا عالميًا على صيد أسماك القرش. حصلت بالاو في عام 2012 على جائزة سياسة المستقبل من مجلس المستقبل العالمي، لأن بالاو رائدة في حماية النظم البيئية البحرية.

### الموقع
تقع بالاو على حافة حزام الأعاصير. تحدث الاضطرابات المدارية بشكل متكرر بالقرب من بالاو كل عام، ولكن الأعاصير المدارية الكبيرة نادرة جدًا. مايك وبوبا وهايان هم الأعاصير الوحيدة التي ضربت بالاو.
| البيانات المناخية لـبالاو (1961–1990) | البيانات المناخية لـبالاو (1961–1990) | البيانات المناخية لـبالاو (1961–1990) | البيانات المناخية لـبالاو (1961–1990) | البيانات المناخية لـبالاو (1961–1990) | البيانات المناخية لـبالاو (1961–1990) | البيانات المناخية لـبالاو (1961–1990) | البيانات المناخية لـبالاو (1961–1990) | البيانات المناخية لـبالاو (1961–1990) | البيانات المناخية لـبالاو (1961–1990) | البيانات المناخية لـبالاو (1961–1990) | البيانات المناخية لـبالاو (1961–1990) | البيانات المناخية لـبالاو (1961–1990) | البيانات المناخية لـبالاو (1961–1990) |
| الشهر                                 | يناير                                 | فبراير                                | مارس                                  | أبريل                                 | مايو                                  | يونيو                                 | يوليو                                 | أغسطس                                 | سبتمبر                                | أكتوبر                                | نوفمبر                                | ديسمبر                                | المعدل السنوي                         |
| ------------------------------------- | ------------------------------------- | ------------------------------------- | ------------------------------------- | ------------------------------------- | ------------------------------------- | ------------------------------------- | ------------------------------------- | ------------------------------------- | ------------------------------------- | ------------------------------------- | ------------------------------------- | ------------------------------------- | ------------------------------------- |
| متوسط درجة الحرارة الكبرى °م (°ف)     | 30.6 (87.1)                           | 30.6 (87.1)                           | 30.9 (87.6)                           | 31.3 (88.3)                           | 31.4 (88.5)                           | 31.0 (87.8)                           | 30.6 (87.1)                           | 30.7 (87.3)                           | 30.9 (87.6)                           | 31.1 (88.0)                           | 31.4 (88.5)                           | 31.1 (88.0)                           | 31.0 (87.7)                           |
| المتوسط اليومي °م (°ف)                | 27.3 (81.1)                           | 27.2 (81.0)                           | 27.5 (81.5)                           | 27.9 (82.2)                           | 28.0 (82.4)                           | 27.6 (81.7)                           | 27.4 (81.3)                           | 27.5 (81.5)                           | 27.7 (81.9)                           | 27.7 (81.9)                           | 27.9 (82.2)                           | 27.7 (81.9)                           | 27.6 (81.7)                           |
| متوسط درجة الحرارة الصغرى °م (°ف)     | 23.9 (75.0)                           | 23.9 (75.0)                           | 24.1 (75.4)                           | 24.4 (75.9)                           | 24.5 (76.1)                           | 24.2 (75.6)                           | 24.1 (75.4)                           | 24.3 (75.7)                           | 24.5 (76.1)                           | 24.4 (75.9)                           | 24.4 (75.9)                           | 24.2 (75.6)                           | 24.2 (75.6)                           |
| معدل هطول الأمطار مم (إنش)            | 271.8 (10.70)                         | 231.6 (9.12)                          | 208.3 (8.20)                          | 220.2 (8.67)                          | 304.5 (11.99)                         | 438.7 (17.27)                         | 458.2 (18.04)                         | 379.7 (14.95)                         | 301.2 (11.86)                         | 352.3 (13.87)                         | 287.5 (11.32)                         | 304.3 (11.98)                         | 3٬758٫3 (147.97)                      |
| متوسط الأيام الممطرة                  | 19.0                                  | 15.9                                  | 16.7                                  | 14.8                                  | 20.0                                  | 21.9                                  | 21.0                                  | 19.8                                  | 16.8                                  | 20.1                                  | 18.7                                  | 19.9                                  | 224.6                                 |
| ساعات سطوع الشمس الشهرية              | 198.4                                 | 194.9                                 | 244.9                                 | 234.0                                 | 210.8                                 | 168.0                                 | 186.0                                 | 176.7                                 | 198.0                                 | 179.8                                 | 183.0                                 | 182.9                                 | 2٬357٫4                               |
| المصدر: مرصد هونغ كونغ                |                                       |                                       |                                       |                                       |                                       |                                       |                                       |                                       |                                       |                                       |                                       |                                       |                                       |

## السياسة والحكومة
بالاو جمهورية ديمقراطية. رئيس بالاو هو رئيس الدولة ورئيس الحكومة. تمارس الحكومة السلطة التنفيذية، بينما تناط السلطة التشريعية في كل من الحكومة والكونغرس بالاو الوطني. اعتمدت بالاو دستوراً في عام 1981.
أبرمت حكومتا الولايات المتحدة وبالاو اتفاق الارتباط الحر في عام 1986، على غرار الاتفاقات التي أبرمتها الولايات المتحدة مع ولايات ميكرونيسيا المتحدة وجمهورية جزر مارشال. دخلت الاتفاقية حيز التنفيذ في 1 أكتوبر 1994، واختتمت انتقال بالاو من الوصاية إلى الاستقلال.
يحدد ميثاق الارتباط الحر بين الولايات المتحدة وبالاو الارتباط الحر والطوعي لحكومتيهما. يركز بشكل أساسي على العلاقات الحكومية والاقتصادية والأمنية والدفاعية. لا تمتلك بالاو جيشًا مستقلاً، وتعتمد على الولايات المتحدة في الدفاع عنها.

### العلاقات الخارجية

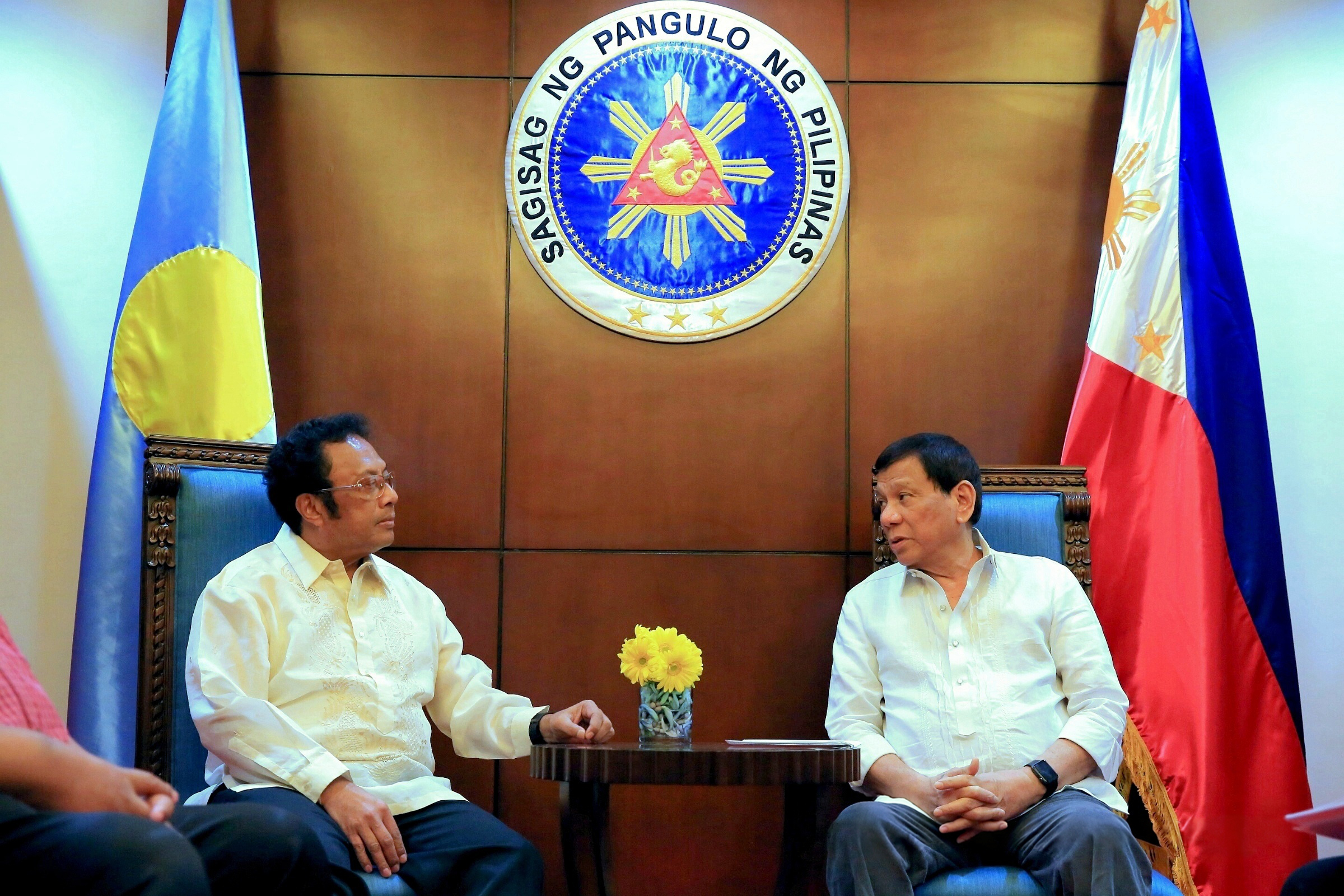
الرئيس رمنجساو مع الرئيس الفلبيني رودريغو دوتيرتي في عام 2018.

تدير بالاو علاقاتها الخارجية الخاصة. أقامت بالاو منذ الاستقلال علاقات دبلوماسية مع عدد من الدول، بما في ذلك العديد من جيرانها في المحيط الهادئ مثل ميكرونيسيا والفلبين. أصدر مجلس الأمن التابع للأمم المتحدة القرار رقم 963 في 29 نوفمبر 1994 الذي يوصي بقبول بالاو للأمم المتحدة. وافقت الجمعية العامة للأمم المتحدة على قبول بالاو بموجب القرار 49/63 في 15 ديسمبر 1994. ومنذ ذلك الحين انضمت بالاو إلى العديد من المنظمات الدولية الأخرى. استضافت بالاو في سبتمبر 2006 قمة حلفاء المحيط الهادئ. وقام رئيسها بزيارات رسمية لدول أخرى في المحيط الهادئ، بما في ذلك اليابان.
لدى الولايات المتحدة وفد دبلوماسي وسفارة في بالاو، لكن معظم جوانب علاقة الدولتين تقع على عاتق مكتب شؤون الجزر التابع لوزارة الداخلية الأمريكية. في السياسة الدولية، غالبًا ما تصوت بالاو مع الولايات المتحدة على قرارات الجمعية العامة للأمم المتحدة.
حافظت بالاو على علاقات وثيقة مع اليابان، التي مولت مشاريع البنية التحتية مثل جسر كورور- بابلداوب. قام الإمبراطور أكيهيتو والإمبراطورة ميتشيكو بزيارة بيليليو في عام 2015 في الذكرى السبعين للحرب العالمية الثانية. بالاو عضو في اتفاقية ناورو لإدارة مصايد الأسماك.
صوتت بالاو في عام 1981 لأول دستور خالٍ من الأسلحة النووية في العالم. حظر هذا الدستور استخدام وتخزين والتخلص من الأسلحة النووية والكيماوية والغازية والبيولوجية السامة دون الموافقة أولاً بأغلبية 75 بالمائة في استفتاء. أدى هذا الحظر إلى تأخير استقلال بالاو إلى الاستقلال، لأنه أثناء التفاوض على الميثاق، أصرت الولايات المتحدة على تشغيل السفن النووية وتخزين الأسلحة النووية في الإقليم، مما أدى إلى حملات من أجل الاستقلال ونزع السلاح النووي. بعد عدة استفتاءات فشلت في تحقيق الأغلبية، وافق شعب بالاو أخيرًا على الدستور في عام 1994.
أعربت الفلبين عن نيتها في دعم بالاو إذا كانت ترغب في الانضمام إلى الأسيان.
أعلنت بالاو في يونيو 2009 أنها ستقبل ما يصل إلى سبعة عشر من الأويغور الذين سبق أن احتجزهم الجيش الأمريكي في معتقل غوانتانامو. وافق واحد فقط من الأويغور في البداية على الذهاب إلى بالاو، ولكن بحلول نهاية أكتوبر نقل ستة من السبعة عشر إلى بالاو. ورد أن اتفاقية المساعدة مع الولايات المتحدة التي انتهي منها في يناير 2010، ليست مرتبطة باتفاقية الأويغور.
وقعت بالاو في عام 2017 على معاهدة الأمم المتحدة لحظر الأسلحة النووية.

### التقسيم الإداري

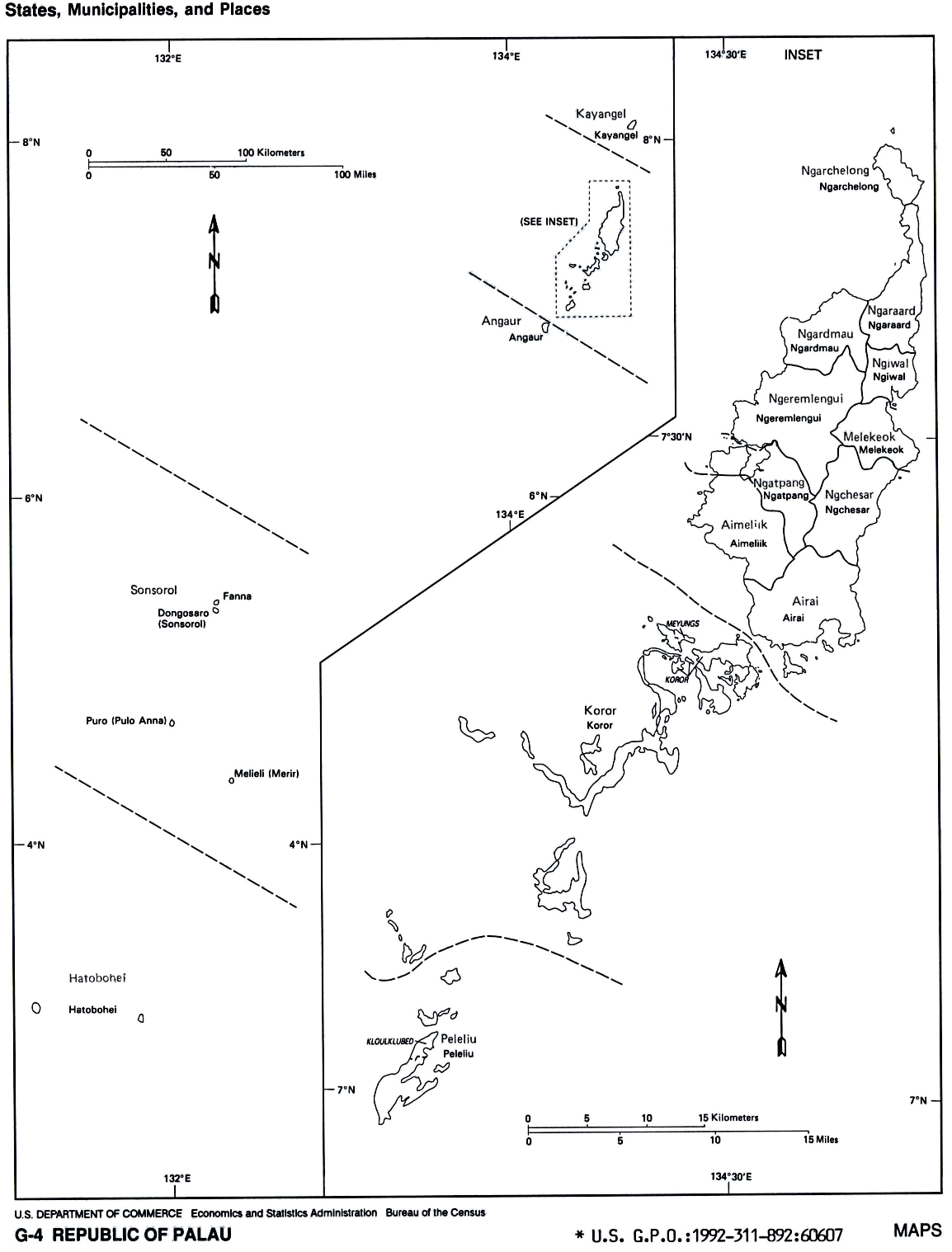
ولايات بالاو الستة عشر

جمهورية بالاو تنقسم إلى 16 إقليم إداري في المستوى الإداري الأول تسمى ولاية. (جزر روك لا تنتمي إلى أي ولاية ولكنها حالياً تابعة لولاية كورو).
| الولاية            | العاصمة     | المساحة | عدد السكان |
| ------------------ | ----------- | ------- | ---------- |
| ولاية أيميليك      | مونغامي     | 52      | 270        |
| ولاية أيراي        | نغيتكيب     | 44      | 2,723      |
| ولاية أنغاور       | نجيريماستش  | 8       | 320        |
| ولاية هاتوهوبي     | هاتوهوبي    | 3       | 44         |
| ولاية كايانغيل     | كايانغيل    | 3       | 188        |
| ولاية كورور        | كورور       | 18      | 12,676     |
| ولاية ميلكيوك      | ميلكيوك     | 28      | 391        |
| ولاية نغارأرد      | أوليمانغ    | 36      | 581        |
| ولاية نغارتشيلونغ  | مينغلانغ    | 10      | 488        |
| ولاية نغاردماو     | أوردمانغ    | 47      | 166        |
| ولاية نغاريملينغوي | إميونغ      | 65      | 317        |
| ولاية نغاتبانغ     | نغيريكلمادل | 47      | 464        |
| ولاية نيغتشيسار    | نغرسول      | 41      | 254        |
| ولاية نغيوال       | نغركياي     | 26      | 223        |
| ولاية بيليليو      | كلولكلوبد   | 13      | 702        |
| ولاية سونسورول     | دونجوسارو   | 4       | 100        |

## السكان
يبلغ عدد سكان بالاو حوالي 18,024 نسمة، 73٪ منهم من سكان بالاو الأصليين من أصل ميلانيزي وأسترونيزي مختلط. هناك العديد من المجتمعات الآسيوية داخل بالاو. يعتبر الفلبينيون أكبر مجموعة آسيوية وثاني أكبر مجموعة عرقية في البلاد، ويعود تاريخ قدومهم إلى الفترة الاستعمارية الإسبانية. هناك أعداد كبيرة من الصينيين والكوريين. جاء معظم البالاويين من أصل آسيوي في أواخر القرن العشرين، حيث جاء العديد من الصينيين والبنغلاديشيين والنيباليين إلى بالاو للعمل. هناك أيضًا أعداد صغيرة من الأوروبيين والأمريكيين.

### اللغات
اللغات الرسمية في بالاو هي البالاوية والإنجليزية، وتوجد أيضًا اللغتين السونسورولية والتوبيانية المحليتين في ولايتي سونسورول وهاتوهوبي. يتحدث اليابانية بعض كبار السن من سكان بالاو وهي لغة رسمية في ولاية أنغاور. ويتحدث جزء كبير من السكان اللغة الفلبينية.

### الدين
وفقًا لتقديرات عام 2015، فإن 45.3٪ من السكان هم من الرومان الكاثوليك (بسبب التاريخ الاستعماري المشترك مع جزر الهند الشرقية الإسبانية)، 6.9٪ من السبتيين، 34.9٪ من البروتستانت (بسبب إدارة الولايات المتحدة الأمريكية)، 5.7٪ مودكنجي و 3.0٪ مسلمون (بسبب التاريخ الإسلامي المشترك مع مينداناو).
جلب المستعمرون اليابانيون البوذية الماهايانية والشنتو إلى بالاو، التي كانت تمثل ديانات أغلبية اليابانيين. ولكن بعد هزيمة اليابان في الحرب العالمية الثانية، تحول اليابانيون المتبقون إلى حد كبير إلى المسيحية، بينما استمر اليابانيون الآخرون في ممارسة البوذية، لكن توقفوا عن ممارسة شعائر الشنتو.

## الاقتصاد

صادرات بالاو في 2019

يتكون اقتصاد بالاو بشكل أساسي من السياحة وزراعة الكفاف وصيد الأسماك. يركز النشاط السياحي على الغوص والغطس في البيئة البحرية الغنية، بما في ذلك جدران الحاجز المرجاني وحطام الحرب العالمية الثانية. أطلقت بالاو برنامج سياحي في أبريل 2022 يهدف إلى الحفاظ على البيئة الطبيعية والثقافة التقليدية للبلاد. تعتمد الحكومة بشكل كبير على المساعدات المالية الأمريكية. بلغ عدد الوافدين من رجال الأعمال والسياح حوالي 50,000 في السنة المالية 2000-2001.